# François Coliny
François Coliny, né le 22 mai 1748 à Metz (actuel département de la Moselle), mort le 2 février 1819 à Nancy (Meurthe-et-Moselle, est un général français de la Révolution et de l’Empire.

## Biographie
De souche lorraine, François Coliny naît le 22 mai 1748, à Metz, ville place forte des Trois-Évêchés.
Il entre en service en 1764, dans le régiment du Roi, et il obtient son congé en 1766. Rentier et major de la Garde nationale de Nancy, il reprend du service le 19 août 1791, comme lieutenant-colonel en second du 2e bataillon de volontaire de la Meurthe, et il sert à l'armée des Ardennes.
Il est promu général de Brigade provisoire le 31 octobre 1793, par les représentants en mission près de l'armée du Nord. et n'étant pas compris dans la réorganisation des états-majors de l'armée, il est réformé le 25 juin 1795.
Le 1er septembre 1795, il est replacé comme chef de bataillon, et il est admis à la retraite le 17 juin 1803.
Il meurt le 2 février 1819, à Nancy, dans l'ancien département de la Meurthe.